# Stettin (Wisconsin)

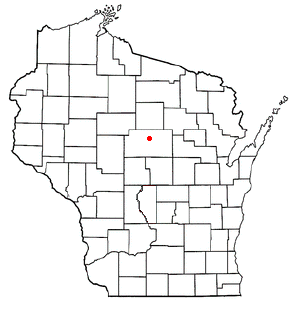
Stettin na mapie stanu Wisconsin

Stettin – miasto w hrabstwie Marathon, stanie Wisconsin w Stanach Zjednoczonych w obszarze metropolitarnym Wausau. Nazwa Stettin pochodzi od niemieckiej nazwy Szczecina.
Dane statystyczne:
- Ludność: 2190 mieszkańców (stan na rok 2000)
- Powierzchnia: 96,9 km², z czego 0,5 km² to wody
- Gęstość zaludnienia: 22,7 mieszkańców/km²
- Największy procent ludności stanowią mieszkańcy pochodzenia: europejskiego (96,8%) i azjatyckiego (2,2%)